# Polnischer Fußballpokal 1989/90

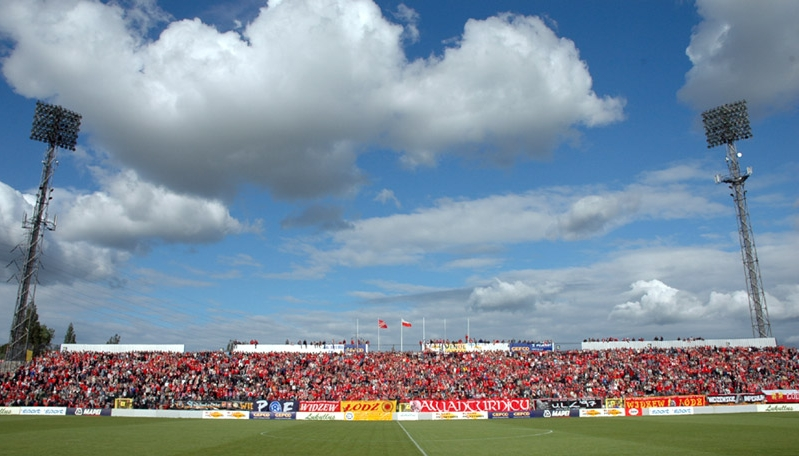
Das Stadion Widzewa in Łódź, Austragungsort des polnischen Pokalfinales 1990

Der Puchar Polski 1989/90 war die 36. Ausspielung des polnischen Pokalwettbewerbs. Er begann am 22. Juli 1989 und wurde mit dem Finale am 17. Juni 1990 abgeschlossen.
Im Finale standen sich Titelverteidiger Legia Warschau und GKS Katowice gegenüber. Legia gewann den nationalen Pokal bei seiner 13. Finalteilnahme zum neunten Mal. Für Endspielgegner Katowice war es im vierten Finale die dritte Niederlage. Durch den Pokalgewinn war Legia Warschau für die Teilnahme am Europapokal der Pokalsieger qualifiziert.

## Teilnehmende Mannschaften
| 4=1. Liga 16 Vereine der Saison 1988/89 | 4=2. Liga 32 Vereine der Saison 1988/89 | 64 Regionale Teilnehmer aus den Woiwodschaften | 64 Regionale Teilnehmer aus den Woiwodschaften | 64 Regionale Teilnehmer aus den Woiwodschaften |
| Ruch Chorzów GKS Katowice Górnik Zabrze Legia Warschau (TV) Stal Mielec Lech Posen Widzew Łódź Jagiellonia Białystok Śląsk Wrocław ŁKS Łódź Olimpia Posen Wisła Krakau Pogoń Szczecin GKS 1962 Jastrzębie Górnik Wałbrzych Szombierki Bytom | Gruppe I Zagłębie Lubin Zawisza Bydgoszcz Gwardia Warschau Zagłębie Wałbrzych Polonia Bytom Moto Jelcz Oława Piast Nowa Ruda Odra Wodzisław Stilon Gorzów Wielkopolski Bałtyk Gdynia Górnik Pszów Chemik Police Arka Gdynia Radomiak Radom Piast Gliwice Ślęza Wrocław Gruppe II Zagłębie Sosnowiec Motor Lublin Hutnik Krakau Stal Stalowa Wola Stal Rzeszów Igloopol Dębica Resovia Rzeszów Górnik Knurów GKS Bełchatów Lechia Gdańsk OKS Stomil Olsztyn Karpaty Krosno Avia Świdnik Broń Radom Górnik Łęczna Boruta Zgierz | - W. Biała Podlaska AZS Biała Podlaska - W. Białystok Pogoń Łapy - W. Bielsko-Biała Beskid Andrychów BBTS Bielsko-Biała - W. Bydgoszcz Cuiavia Start Inowrocław Wda Świecie - W. Chełm Gwardia Chełm - W. Ciechanów Mlawianka Mława - W. Częstochowa Sparta Lubliniec - W. Elbląg Powiśle Dzierzgoń - W. Gdańsk Stoczniowiec Gdańsk Wisła Tczew - W. Gorzów Stilon II Gorzów Wielkopolski - W. Jelenia Góra Granica Bogatynia - W. Kalisz Victoria Ostrzeszów - W. Katowice ROW Rybnik Andaluzja Brzozowice Walka Makoszowy - W. Kielce Granat Skarżysko-Kamienna - W. Konin Górnik Konin - W. Koszalin Mechanik Bobolice - W. Kraków Świt Krzeszowice Garbarnia Krakau - W. Krosno Stal Sanok - W. Legnica Stal Chocianów - W. Leszno Pogoń Śmigiel - W. Lublin KS Lublinianka Wisła Puławy - W. Łomża ŁKS Łomża - W. Łódź ŁKS II Łódź Bzura Ozorków - W. Nowy Sącz Glinik Gorlice - W. Olsztyn Stomil II Olsztyn | - W. Opole Odra Opole Unia Krapkowice - W. Ostrołęka MZKS Przasnysz - W. Piła Polonia Chodzież - W. Piotrków Piotrcovia Piotrków Trybunalski - W. Płock Wisła Płock - W. Poznań Warta Posen Mieszko Gniezno - W. Przemyśl Czuwaj Przemyśl - W. Radom Czarni Radom - W. Rzeszów Stal II Mielec Izolator Boguchwała - W. Siedlce Orlęta Łuków - W. Sieradz WKS Wieluń - W. Skierniewice Żyrardowianka Żyrardów - W. Słupsk Comindex Damnica - W. Suwałki Wigry Suwałki - W. Szczecin Flota Świnoujście Pogoń II Szczecin - W. Tarnobrzeg Stal II Stalowa Wola - W. Tarnów Unia Tarnów - W. Toruń Elana II Toruń - W. Wałbrzych Bielawianka Bielawa Orzeł Ząbkowice Śląskie - W. Warszawa Hutnik Warschau Polonia Warschau - W. Włocławek Zdrój Ciechocinek - W. Wrocław Florian Wrocław Pogoń II Oleśnica - W. Zamość Granica Lubycza Królewska - W. Zielona Góra Pogoń Świebodzin |                                                |

## 1. Runde
Die Spiele der 1. Runde fanden am 22. und 26. Juli 1989 mit den Teilnehmern aus den Woiwodschaften statt.
| Datum      |                                 | Ergebnis              |                     |
| ---------- | ------------------------------- | --------------------- | ------------------- |
| 22.07.1989 | MZKS Przasnysz                  | 1:2                   | ŁKS Łomża           |
| 22.07.1989 | Granica Lubycza Królewska       | 1:3                   | Gwardia Chełm       |
| 22.07.1989 | Orlęta Łuków                    | 1:4                   | Wisła Puławy        |
| 22.07.1989 | Stal II Stalowa Wola            | 2:2 n. V. (3:4 i. E.) | KS Lublinianka      |
| 22.07.1989 | Czuwaj Przemyśl                 | 0:0 n. V. (2:4 i. E.) | Stal II Mielec      |
| 22.07.1989 | Świt Krzeszowice                | 1:0                   | Stal Sanok          |
| 22.07.1989 | Glinik Gorlice                  | 1:2                   | Garbarnia Krakau    |
| 22.07.1989 | Czarni Radom                    | 0:6                   | Unia Tarnów         |
| 22.07.1989 | Elana II Toruń                  | 0:0 n. V. (2:3 i. E.) | Mlawianka Mława     |
| 22.07.1989 | Powiśle Dzierzgoń               | 0:4                   | Wisła Tczew         |
| 22.07.1989 | Cuiavia Start Inowrocław        | 1:0                   | Górnik Konin        |
| 22.07.1989 | Polonia Chodzież                | 2:1                   | Wda Świecie         |
| 22.07.1989 | Comindex Damnica                | 0:1                   | Stoczniowiec Gdańsk |
| 22.07.1989 | Mechanik Bobolice               | 3:0                   | Flota Świnoujście   |
| 22.07.1989 | Pogoń II Szczecin               | 0:0 n. V. (5:4 i. E.) | Warta Posen         |
| 22.07.1989 | Stilon II Gorzów Wielkopolski   | 1:2                   | Mieszko Gniezno     |
| 22.07.1989 | Victoria Ostrzeszów             | 1:3                   | WKS Wieluń          |
| 22.07.1989 | Pogoń Świebodzin                | 3:1                   | Stal Chocianów      |
| 22.07.1989 | Żyrardowianka Żyrardów          | 0:6                   | Polonia Warschau    |
| 22.07.1989 | Zdrój Ciechocinek               | 0:5                   | Hutnik Warschau     |
| 22.07.1989 | ŁKS II Łódź                     | 0:1                   | Wisła Płock         |
| 22.07.1989 | Piotrcovia Piotrków Trybunalski | 3:0                   | Bzura Ozorków       |
| 22.07.1989 | Pogoń Śmigiel                   | 00:10                 | Odra Opole          |
| 22.07.1989 | Unia Krapkowice                 | 2:1                   | ROW Rybnik          |
| 22.07.1989 | Granica Bogatynia               | 2:2 n. V. (3:4 i. E.) | Florian Wrocław     |
| 22.07.1989 | Pogoń II Oleśnica               | 0:1                   | Bielawianka Bielawa |
| 22.07.1989 | Orzeł Ząbkowice Śląskie         | 10:1 1                | Sparta Lubliniec    |
| 22.07.1989 | Andaluzja Brzozowice            | 3:0                   | Beskid Andrychów    |
| 22.07.1989 | Walka Makoszowy                 | 2:3                   | BBTS Bielsko-Biała  |
| 22.07.1989 | AZS Biała Podlaska              | 3:0                   | Pogoń Łapy          |
| 22.07.1989 | Stomil II Olsztyn               | 2                     | Wigry Suwałki       |
| 26.07.1989 | Granat Skarżysko-Kamienna       | 2:0                   | Izolator Boguchwała |

## 2. Runde
Die Spiele der 2. Runde wurden am 26. Juli, 9. und 12. August 1989 mit den Gewinnern der 1. Runde sowie den Mannschaften der 2. Liga der Saison 1988/89 ausgetragen.
| Datum      |                                 | Ergebnis              |                            |
| ---------- | ------------------------------- | --------------------- | -------------------------- |
| 26.07.1989 | Cuiavia Start Inowrocław        | 0:1                   | GKS Bełchatów              |
| 26.07.1989 | Andaluzja Brzozowice            | 1:0                   | Górnik Pszów               |
| 26.07.1989 | Polonia Warschau                | 1:3                   | Hutnik Krakau              |
| 26.07.1989 | Piotrcovia Piotrków Trybunalski | 1:2                   | Motor Lublin               |
| 26.07.1989 | WKS Wieluń                      | 1:2                   | Górnik Łęczna              |
| 26.07.1989 | Odra Opole                      | 6:0                   | Odra Wodzisław             |
| 26.07.1989 | BBTS Bielsko-Biała              | 1:4                   | Zagłębie Sosnowiec         |
| 26.07.1989 | Stoczniowiec Gdańsk             | 1:2                   | Arka Gdynia                |
| 26.07.1989 | Wisła Tczew                     | 1:0                   | Bałtyk Gdynia              |
| 26.07.1989 | Pogoń Świebodzin                | 2:1                   | Moto Jelcz Oława           |
| 26.07.1989 | Hutnik Warschau                 | 0:0 n. V. (1:3 i. E.) | Polonia Bytom              |
| 26.07.1989 | Unia Tarnów                     | 1:0                   | Karpaty Krosno             |
| 26.07.1989 | Garbarnia Krakau                | 1:2                   | Piast Nowa Ruda            |
| 26.07.1989 | Świt Krzeszowice                | 0:6                   | Stal Rzeszów               |
| 26.07.1989 | Polonia Chodzież                | 0:7                   | Zawisza Bydgoszcz          |
| 26.07.1989 | Florian Wrocław                 | 2:1                   | Zagłębie Wałbrzych         |
| 26.07.1989 | Bielawianka Bielawa             | 0:4                   | Zagłębie Lubin             |
| 26.07.1989 | Pogoń II Szczecin               | 0:2                   | Stilon Gorzów Wielkopolski |
| 26.07.1989 | Wigry Suwałki                   | 1:1 n. V. (7:6 i. E.) | Lechia Gdańsk              |
| 26.07.1989 | ŁKS Łomża                       | 2:4 n. V.             | Boruta Zgierz              |
| 26.07.1989 | KS Lublinianka                  | 2:1                   | Igloopol Dębica            |
| 26.07.1989 | Gwardia Chełm                   | 0:4                   | Stal Stalowa Wola          |
| 26.07.1989 | Mieszko Gniezno                 | 2:1 n. V.             | Ślęza Wrocław              |
| 26.07.1989 | Wisła Płock                     | 2:4                   | Gwardia Warschau           |
| 26.07.1989 | Stal II Mielec                  | 3:2 n. V.             | Resovia Rzeszów            |
| 26.07.1989 | Wisła Puławy                    | 2:1                   | Avia Świdnik               |
| 26.07.1989 | AZS Biała Podlaska              | 0:3                   | OKS Stomil Olsztyn         |
| 26.07.1989 | Mlawianka Mława                 | 1:2                   | Radomiak Radom             |
| 26.07.1989 | Mechanik Bobolice               | 0:0 n. V. (4:5 i. E.) | Chemik Police              |
| 26.07.1989 | Unia Krapkowice                 | 0:2                   | Górnik Knurów              |
| 09.08.1989 | Granat Skarżysko-Kamienna       | 3:2                   | Broń Radom                 |
| 12.08.1989 | Orzeł Ząbkowice Śląskie         | 2:1                   | Piast Gliwice              |

## 3. Runde
Die Spiele der 3. Runde fanden zwischen dem 16. und 23. August 1989 statt. Es nahmen die Gewinner der 2. Runde teil.
| Datum      |                         | Ergebnis               |                            |
| ---------- | ----------------------- | ---------------------- | -------------------------- |
| 16.08.1989 | Piast Nowa Ruda         | 0:1                    | Hutnik Krakau              |
| 16.08.1989 | KS Lublinianka          | 1:0                    | Górnik Łęczna              |
| 16.08.1989 | Wisła Puławy            | 3:0                    | Granat Skarżysko-Kamienna  |
| 16.08.1989 | Odra Opole              | 0:0 n. V. (4:5 i. E.)  | Polonia Bytom              |
| 16.08.1989 | Mieszko Gniezno         | 2:1 n. V.              | Gwardia Warschau           |
| 16.08.1989 | Orzeł Ząbkowice Śląskie | 2:4 n. V.              | Górnik Knurów              |
| 16.08.1989 | Stal II Mielec          | 1:2 n. V.              | Stal Stalowa Wola          |
| 16.08.1989 | Wisła Tczew             | 1:2                    | OKS Stomil Olsztyn         |
| 16.08.1989 | Pogoń Świebodzin        | 1:2                    | Stilon Gorzów Wielkopolski |
| 16.08.1989 | Radomiak Radom          | 2:2 n. V. (10:9 i. E.) | Boruta Zgierz              |
| 16.08.1989 | Wigry Suwałki           | 1:2                    | Arka Gdynia                |
| 16.08.1989 | Unia Tarnów             | 2:1                    | Stal Rzeszów               |
| 20.08.1989 | Florian Wrocław         | 2:2 n. V. (5:4 i. E.)  | Zagłębie Lubin             |
| 22.08.1989 | Andaluzja Brzozowice    | 2:5                    | Zagłębie Sosnowiec         |
| 22.08.1989 | Chemik Police           | 3:1                    | Zawisza Bydgoszcz          |
| 23.08.1989 | GKS Bełchatów           | 2:0                    | Motor Lublin               |

## 4. Runde
Die 4. Runde fand am 29. und 30. August 1989 sowie am 6. September 1989 mit den Gewinnern der 3. Runde statt. Hinzu kamen die 16 Mannschaften der 1. Liga.
| Datum      |                            | Ergebnis  |                       |
| ---------- | -------------------------- | --------- | --------------------- |
| 29.08.1989 | Zagłębie Sosnowiec         | 4:1       | Jagiellonia Białystok |
| 29.08.1989 | Hutnik Krakau              | 2:1       | Górnik Zabrze         |
| 29.08.1989 | GKS Bełchatów              | 3:1       | Olimpia Posen         |
| 30.08.1989 | KS Lublinianka             | 2:3       | Stal Mielec           |
| 30.08.1989 | Stal Stalowa Wola          | 0:1       | Legia Warschau        |
| 30.08.1989 | Stilon Gorzów Wielkopolski | 0:2       | Ruch Chorzów          |
| 30.08.1989 | Mieszko Gniezno            | 2:1       | Śląsk Wrocław         |
| 30.08.1989 | Unia Tarnów                | 1:4       | Szombierki Bytom      |
| 30.08.1989 | Chemik Police              | 4:1       | GKS 1962 Jastrzębie   |
| 30.08.1989 | Polonia Bytom              | 0:2       | Wisła Krakau          |
| 30.08.1989 | Górnik Knurów              | 1:4       | GKS Katowice          |
| 30.08.1989 | Radomiak Radom             | 1:2       | ŁKS Łódź              |
| 30.08.1989 | Florian Wrocław            | 2:5       | Pogoń Szczecin        |
| 30.08.1989 | Arka Gdynia                | 2:1       | Górnik Wałbrzych      |
| 30.08.1989 | Wisła Puławy               | 0:1       | Widzew Łódź           |
| 06.09.1989 | OKS Stomil Olsztyn         | 1:3 n. V. | Lech Posen            |

## 5. Runde
Die Spiele der 5. Runde fanden am 18. Oktober 1989 mit den Gewinnern der 4. Runde statt.
| Datum      |                    | Ergebnis  |                  |
| ---------- | ------------------ | --------- | ---------------- |
| 18.10.1989 | Stal Mielec        | 2:0       | Ruch Chorzów     |
| 18.10.1989 | Zagłębie Sosnowiec | 0:1       | Legia Warschau   |
| 18.10.1989 | GKS Katowice       | 3:0       | ŁKS Łódź         |
| 18.10.1989 | Hutnik Krakau      | 4:1 n. V. | Lech Posen       |
| 18.10.1989 | Pogoń Szczecin     | 3:2       | Wisła Krakau     |
| 18.10.1989 | GKS Bełchatów      | 2:4       | Widzew Łódź      |
| 18.10.1989 | Chemik Police      | 1:0       | Arka Gdynia      |
| 18.10.1989 | Mieszko Gniezno    | 1:0       | Szombierki Bytom |

## Viertelfinale
Die Spiele wurden in Hin- und Rückspielen ausgetragen. Die erstgenannten Mannschaften hatten zuerst Heimrecht. Die Hinspiele fanden am 8. November 1989, die Rückspiele am 22. November 1989 statt.
|                 | Gesamt |                | Hinspiel | Rückspiel |
| --------------- | ------ | -------------- | -------- | --------- |
| Mieszko Gniezno | 01:10  | Legia Warschau | 0:5      | 1:5       |
| Widzew Łódź     | 0:2    | GKS Katowice   | 0:0      | 0:2       |
| Hutnik Krakau   | 3:1    | Chemik Police  | 2:0      | 1:1       |
| Stal Mielec     | 6:4    | Pogoń Szczecin | 4:2      | 2:2       |

## Halbfinale
Die erstgenannten Mannschaften hatten zuerst Heimrecht. Die Hinspiele fanden am 9. Juni 1990, die Rückspiele am 13. Juni 1990 statt.
|                | Gesamt |               | Hinspiel | Rückspiel |
| -------------- | ------ | ------------- | -------- | --------- |
| GKS Katowice   | 3:1    | Hutnik Krakau | 2:0      | 1:1       |
| Legia Warschau | 4:2    | Stal Mielec   | 2:0      | 2:2       |

## Finale
| Legia Warschau                                | Legia Warschau | GKS Katowice | GKS Katowice |
| --------------------------------------------- | --- | --- | ------------ |
| Legia Warschau                                | \| 17. Juni 1990 in Łódź (Stadion Widzewa) \| \| Ergebnis: 2:0 (1:0) \| \| Zuschauer: 2.000 \| \| Schiedsrichter: Roman Kostrzewski (Bydgoszcz) \|                                                                                | \| 17. Juni 1990 in Łódź (Stadion Widzewa) \| \| Ergebnis: 2:0 (1:0) \| \| Zuschauer: 2.000 \| \| Schiedsrichter: Roman Kostrzewski (Bydgoszcz) \| | GKS Katowice |
| Legia Warschau                                | Maciej Szczęsny – Marek Jóźwiak, Zbigniew Kaczmarek, Juliusz Kruszankin, Dariusz Kubicki – Jacek Bąk, Dariusz Czykier, Leszek Pisz, Andrzej Łatka (75. Mieczysław Pisz) – Jacek Cyzio, Roman Kosecki Cheftrainer: Lucjan Brychczy | Janusz Jojko – Piotr Nazimek, Roman Szewczyk, Piotr Piekarczyk, Andrzej Lesiak – Dariusz Grezesik (70. Piotr Szlezinger), Piotr Świerczewski, Janusz Nawrocki, Marek Świerczewski – Krzysztof Walczak (62. Zdzisław Strojek), Mirosław Kubisztal Cheftrainer: Orest Lenczyk | GKS Katowice |
| Legia Warschau                                | 1:0 Jacek Cyzio (22.) 2:0 Roman Kosecki (84., Strafstoß) | | GKS Katowice |
| Legia Warschau                                | Roman Kosecki, Dariusz Czykier | Marek Świerczewski | GKS Katowice |
| 17. Juni 1990 in Łódź (Stadion Widzewa)       | | |              |
| Ergebnis: 2:0 (1:0)                           | | |              |
| Zuschauer: 2.000                              | | |              |
| Schiedsrichter: Roman Kostrzewski (Bydgoszcz) | | |              |